# Jan Kruszyński
Jan Kruszyński (ur. 1903, zm. 1944) – polski artysta fotograf. Członek rzeczywisty Fotoklubu Wileńskiego. Członek rzeczywisty Fotoklubu Polskiego.

## Życiorys
Jan Kruszyński absolwent Uniwersytetu Wileńskiego (dr medycyny, doc. histologii), związany z wileńskim środowiskiem fotograficznym – mieszkał, pracował, tworzył w Wilnie. Miejsce szczególne w jego twórczości zajmowała fotografia powstająca przy zastosowaniu techniki fotomontażu. 
Jan Kruszyński aktywnie uczestniczył w krajowych i międzynarodowych wystawach fotograficznych (m.in. zaakceptowano jego prace w IV Międzynarodowym Salonie Fotografii w Wilnie, w 1938 roku). Od 1928 roku był członkiem rzeczywistym Fotoklubu Wlieńskiego. W 1931 roku, decyzją Konwentu Seniorów, został członkiem rzeczywistym Fotoklubu Polskiego. Był autorem wielu opracowań graficznych oraz członkiem Komitetów Redakcyjnych – m.in. Almanachu Fotografiki Wileńskiej, wydanego w 1931 roku, staraniem Fotoklubu Wileńskiego oraz Almanachu Fotografiki Polskiej, wydanego w 1934 roku, staraniem Fotoklubu Polskiego. 
W 1937 roku był autorem projektu aparatu przeznaczonego do reprodukcji fotograficznych – pod tytułem: Nowy aparat do reprodukcji fotograficznej i jego zastosowanie szczególnie do zabytków archiwalnych.
Lekcie fotografowania pobierał u niego Julian Rudak.